# Gurbanguly Berdimuhamedow
Gurbanguly Mälikgulyýewiç Berdimuhamedow (in turkmeno: Гурбангулы́ Берды́мухамедов; Babarap, 29 giugno 1957) è un politico turkmeno, presidente del Turkmenistan dal 21 dicembre 2006 al 19 marzo 2022.
Berdimuhamedow, un dentista di professione, fu Ministro della salute nel governo del Presidente Saparmyrat Nyýazow a partire dal 1997 e Vice-Presidente a partire dal 2001. Divenne Presidente ad interim a seguito della morte di Nyýazow il 21 dicembre 2006, e vinse in seguito le elezioni presidenziali del 2007. Nella campagna elettorale, non affrontò alcuna opposizione degna di nota e vinse pertanto con una maggioranza schiacciante del 89,23% dei voti. Alle elezioni presidenziali del 2012 venne rieletto con il 97% dei voti e alle elezioni presidenziali del 2017 ottenne il terzo mandato con il 97,69% dei voti.
In linea con il predecessore, viene promosso il culto della personalità sulla figura di Berdimuhamedow. Secondo Human Rights Watch, Berdimuhamedow, i suoi parenti e le persone a lui vicine, possiedono potere illimitato ed esercitano controllo totale su tutti gli aspetti della vita pubblica. Secondo il The Economist, il Turkmenistan ha sempre avuto un Democracy Index fra i più bassi al mondo, attestato nel 2020 a 1,72.
Utilizza il titolo onorifico Arkadag, che significa "protettore" in lingua turkmena.

## Biografia
Berdimuhamedow nacque il 29 giugno 1957 a Babarap, in quello che oggi è il Geok Tepe etrap ("distretto") della provincia di Ahal, figlio di Mälikguly Berdimuhamedowiç Berdimuhamedow (nato il 12 agosto 1932) e Ogulabat Ataýewna Kürräýewa. È il solo figlio maschio della famiglia, che conta sei figli in totale. Il padre di Berdimuhamedow lavorava come funzionario del Ministero degli Interni in un distaccamento di una prigione in pensione come Colonnello della polizia. Il nonno, Berdimuhamed Annaýew, era un insegnante locale che servì nell'Armata Rossa durante la grande guerra patriottica come parte del 748º reggimento fucilieri della 206ª Divisione fucilieri del secondo fronte ucraino. Nel settembre 1943 la sua unità fu una delle prime ad attraversare il fiume Dnepr. Rimase ucciso durante il terremoto di Aşgabat del 1948.
Berdimuhamedow si laureò all'Università Statale di Medicina Turkmena nel 1979 ed iniziò la carriera di dentista. Ricevette anche il PhD in scienze mediche a Mosca. Dal 1992 divenne parte della facoltà dentistica dell'Istituto di Medicina e nel 1995, durante la presidenza di Saparmyrat Nyýazow, Berdimuhamedow divenne capo del centro dentistico del Ministero della Salute e dell'Industria Medica.

## Carriera politica

### Esordio
Berdimuhamedow entrò nel governo come Ministro della Salute nel 1997 e venne successivamente nominato Vice Presidente del Gabinetto dei Ministri (anche definito Vice Primo Ministro, nonostante la mancanza della carica di Primo Ministro in Turkmenistan), una carica molto prossima a quella di un vice-presidente, nel 2001. Nell'aprile 2004 Nyýazow sospese il salario di Berdimuhamedow per tre mesi perché gli operatori sanitari non venivano pagati.
Il Ministero della Salute fu responsabile dell'applicazione del noto ordine di Nyýazow di chiudere nel 2005 tutti gli ospedali al di fuori di quelli della capitale e dei principali capoluoghi regionali.

### Presidente del Turkmenistan
A seguito della morte di Nyýazow nel dicembre 2006, il Consiglio della Sicurezza dello Stato del Turkmenistan nominò Berdimuhamedow Presidente ad interim. Il Consiglio affermò nell'annuncio che Öwezgeldi Ataýew, che in quanto Presidente dell'Assemblea del Turkmenistan doveva divenire Presidente ad interim, non fu nominato "in vista del fatto che il procuratore generale aveva aperto una inchiesta criminale contro di lui".

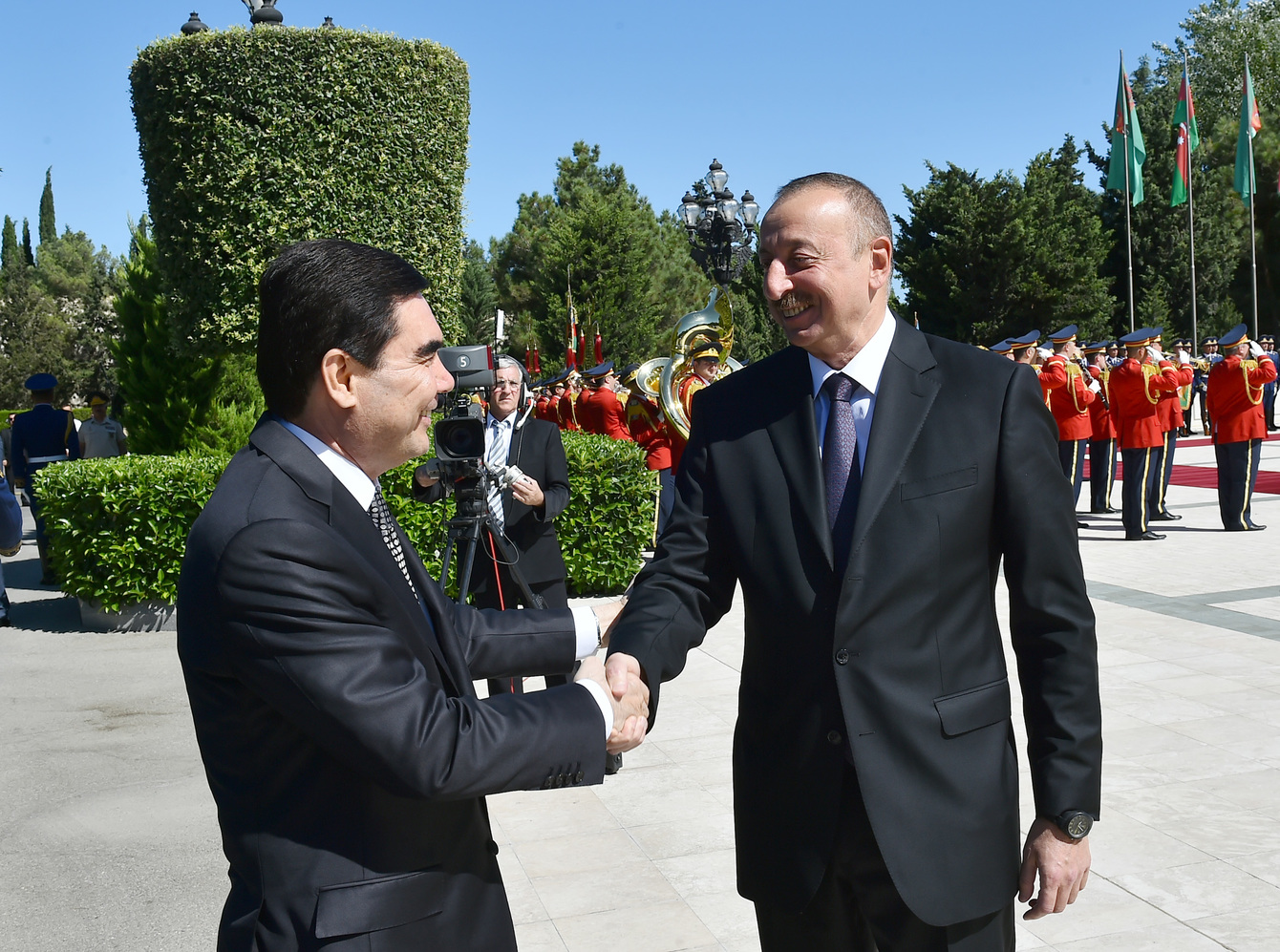
Berdimuhamedow con il Presidente dell'Azerbaigian İlham Əliyev.

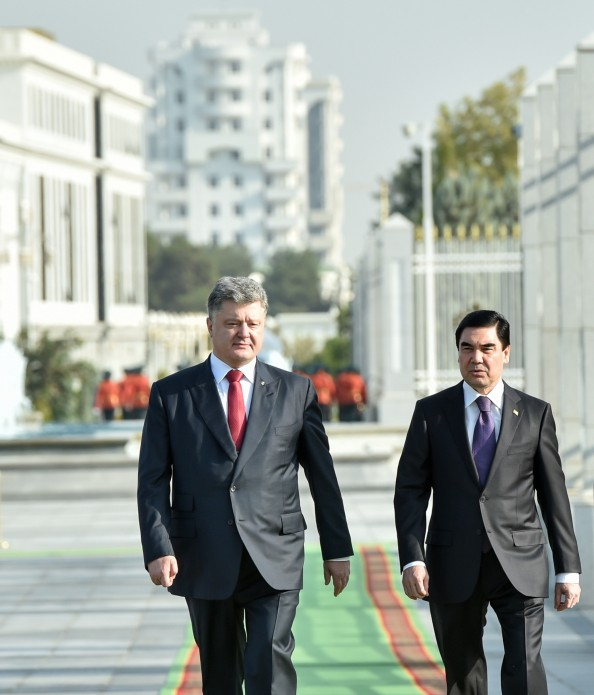
Berdimuhamedow con Petro Porošenko.

L'Articolo 60 della Costituzione turkmena stabilisce che il Presidente ad interim "non possa candidarsi all'elezione per la Presidenza", il che avrebbe impedito a Berdimuhamedow di candidarsi alle elezioni presidenziali del 2007. Tuttavia, il 24 dicembre 2006 il Consiglio del Popolo votò per rimuovere tale regola, rendendolo candidabile alle elezioni come uno dei sei candidati scelti, tutti membri del Partito Democratico del Turkmenistan. Berdimuhamedow era sostenuto dall'elite politica, e i risultati ufficiali mostrarono che aveva ottenuto l'89% dei voti.
Nel suo primo viaggio presidenziale all'estero, Berdimuhamedow visitò l'Arabia Saudita nell'aprile 2007. Qui svolse il pellegrinaggio ʿUmra e si incontrò con Re Abd Allah. Visitò poi la Russia ed il presidente Vladimir Putin al termine dello stesso mese.

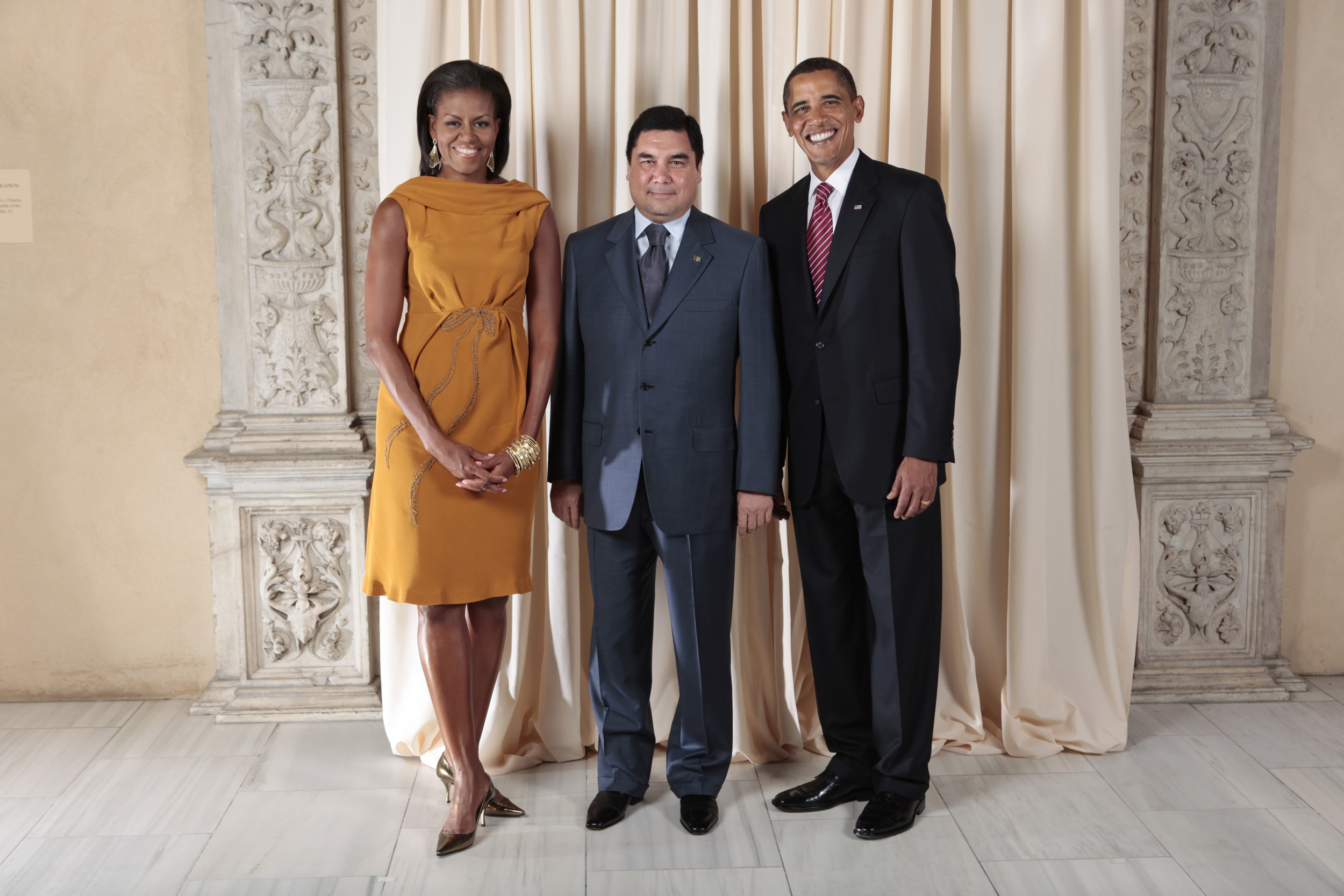
Berdimuhamedow con il Presidente degli Stati Uniti d'America Barack Obama e la First Lady Michelle Obama

Berdimuhamedow con il Presidente iraniano Hassan Rouhani al terzo summit del GECF

Come Presidente, Berdimuhamedow annullò diverse delle politiche più eccentriche del predecessore. Aprirono internet café con accesso libero e non censurato alla rete ad Aşgabat, l'istruzione obbligatoria fu estesa da nove a dieci anni e furono reintrodotte le lezioni di sport e lingue straniere nel curriculum scolastico, ed il governo annunciò progetti per aprire diverse scuole di specializzazione per le arti. Il Presidente Berdimuhamedow riassunse, per riformare l'istruzione, la sanità e il sistema pensionistico, diversi funzionari di governo di origine etnica non turkmena, che erano stati licenziati da Nyýazow. Restituì inoltre la pensione a circa 100.000 anziani che avevano subito forti decurtazioni operate da Nyýazow, motivate da non meglio specificate necessità di bilancio. In seguito, riaprì l'Accademia Turkmena delle Scienze, che era stata chiusa da Niyazov.
Nel febbraio 2017 fu eletto per un terzo mandato come Presidente, per un mandato di sette anni con circa il 98% dei voti, con una affluenza del 97%.
Fu rieletto Presidente del Comitato Olimpico Nazionale del Turkmenistan il 22 aprile 2018.
Nel febbraio 2022, è stato riferito da Reuters che Berdimuhamedow stava progettando di dimettersi dopo un'elezione presidenziale anticipata il 12 marzo, alimentando la speculazione che si sarebbe preparato per suo figlio Serdar Berdimuhamedow a succedergli come prossimo presidente. Berdimuhamedow non ha contestato l'elezione, che è stata successivamente vinta da Serdar, stabilendo il Turkmenistan come il primo paese dell'Asia centrale a trasferire dinasticamente il potere di padre in figlio. Serdar è stato incaricato ufficialmente come presidente del paese il 19 marzo.

### Presidenza della camera alta
Il 21 gennaio 2023, il figlio Serdar, in qualità di presidente, ha riconfermato Berdimuhamedow alla presidenza del riorganizzato Consiglio popolare del Turkmenistan (la camera alta del parlamento, in turkmeno: Halk Maslahaty). Tramite una "legge costituzionale" separata, entrata in vigore il 21 gennaio 2023, il presidente Serdar Berdimuhamedow ha nominato suo padre "leader nazionale" (in turkmeno: Milli Lider) del Turkmenistan. Questa nomina conferisce all'anziano Berdimuhamedow il diritto di parola su qualsiasi questione di interesse pubblico, di fatto rendendo il vecchio presidente la più rilevante figura politica e decisionale del paese. Per supportare questo cambiamento sono state rapidamente promulgate nuove leggi che hanno nominato il nuovo Consiglio popolare "l'organo supremo dell'autorità statale" nel paese, rendendo il suo presidente il leader supremo.

## Critiche
Dopo essere entrato in carica, Berdimuhamedow allentò le restrizioni di viaggio e riaprì le biblioteche nelle aree rurali; fece anche passi avanti nel frenare il culto della personalità alimentato sull'ex presidente Nyýazow. Fece annullare gli elaborati spettacoli che in passato accoglievano il Presidente al suo arrivo in ogni luogo, e affermò che il "giuramento sacro" turkmeno, parte del quale recita che la lingua di chi parla dovrebbe avvizzire se egli parla male del Turkmenistan o del suo Presidente, non doveva essere recitato diverse volte al giorno, ma solo in occasioni speciali." Rinunciò anche al suo diritto di dare un nome ai monumenti, alle istituzioni o alle città, riportò i mesi ai loro nomi tradizionali, così come i giorni della settimana (Nyýazow ne aveva chiamati alcuni come il proprio nome e quello di sua madre), ed annunciò il progetto di spostare il Monumento alla neutralità di Nyýazow dalla piazza centrale di Aşgabat. Tuttavia, escluse esplicitamente qualsiasi avvicinamento alla democrazia in stile occidentale.

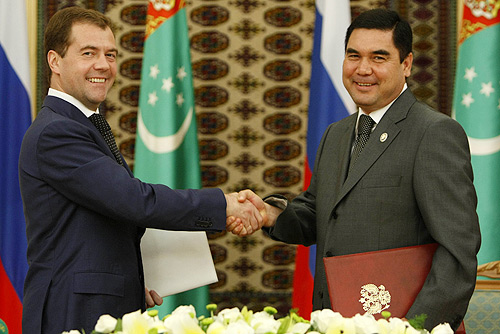
5 luglio 2008: Berdimuhamedow incontra Dmitrij Medvedev, Presidente della Federazione Russa

Il 19 marzo 2007, Berdimuhamedow invertì uno dei decreti più impopolari di Nyýazow, restituendo le pensioni ad oltre 100.000 persone. Le pensioni erano state drasticamente ridotte dal defunto presidente di fronte ad una crisi economica mai specificata. Il 31 marzo diede inizio al 20º congresso del Consiglio del Popolo nel quale furono approvati due importanti decreti: il primo riguardante l'aumento degli stipendi degli insegnanti della scuola pubblica del 40% ed il secondo riguardante le nuove leggi in materia di efficienza agricola. Nel 2008 licenziò Akmyrat Rejepow, da lungo tempo capo della sicurezza presidenziale e uno dei principali propugnatori del culto della personalità di Nyýazow. Nel 2011 cantò una canzone in un video postato su YouTube.
Nel luglio 2013 Jennifer Lopez si scusò pubblicamente per avere cantato Happy Birthday a Berdimuhamedow durante un concerto, affermando che non era consapevole dei problemi sui diritti umani in Turkmenistan. Nell'agosto 2013 Berdimuhamedow sospese la propria appartenenza al Partito Democratico del Turkmenistan per la durata della presidenza, per rimanere "al di sopra della politica di parte" e "promuovere un sistema multipartitico".
Nel maggio 2013 cadde da cavallo durante una corsa. La caduta fu censurata dalla televisione, ma fu pubblicata online. L'11 agosto 2019 un episodio di Last Week Tonight with John Oliver sulla HBO, mostrò una clip dell'incidente, che fu mandata in onda tre volte con l'obiettivo della satira sul dittatore, culminando nell'inaugurazione di una torta marmorizzata di 55 metri quadri decorata con una immagine gigante del presidente che cadeva da cavallo (ironicamente, superando il record mondiale delle dimensioni della torta marmorizzata). Secondo Oliver, il Guinness dei primati, che fu criticato nell'episodio per le sue relazioni con il regime autoritario, rifiutò di certificare il record a meno che lo show non siglasse un accordo che gli proibiva di criticare la compagnia, il che venne rifiutato da Oliver.
Nel 2015 venne eretta ad Aşgabat una statua d'oro di Berdimuhamedow che cavalca un cavallo su una struttura di marmo appositamente costruita.